# Bernhard Scharf
Bernhard Scharf (* 20. Mai 1936 in Ludwigshafen/Rhein; † 2. Juli 2024) war ein deutscher Chemiker und FDP-Politiker.

## Werdegang
Bernhard Scharf studierte Chemie in Heidelberg, München und Montpellier. Nach seiner Promotion in Heidelberg arbeitete er für ein Jahr als Forschungsassistent an der Washington State University in Pullmann. 1969 trat er in die BASF ein, wo er in der Forschung und Entwicklung thermoplastischer Formmassen arbeitete. 1983 rief er den Ortsverband der FDP in seiner Heimatstadt Schriesheim wieder ins Leben und war bis 1989 dessen Vorsitzender. Von 1986 bis 1992 war er Vorsitzender des Kreisverbandes Rhein-Neckar der FDP.
Mitglied des Landtages von Baden-Württemberg für den Wahlkreis Weinheim war er von 1988 bis 1996.
Von 1989 bis 1999 war er Stadtrat in Schriesheim und Kreisrat im Rhein-Neckar-Kreis. Neben der Mitgliedschaft in einer Vielzahl von Vereinen ist Bernhard Scharf besonders bei den Rotariern (Distrikt-Governor) engagiert.
1996 erhielt er das Bundesverdienstkreuz am Bande.